# بويراز (اسم)
بويراز هو اسم ولقب تركي مذكر، يشير إلى الرياح الشمالية الشرقية.  الاسم مشتق من "بورياس"، إله الرياح الشمالية في الأساطير اليونانية . 

## أشخاص يحملون الاسم

### الاسم الأول
- بويراز إيفي يلدريم (مواليد 2005)، لاعب كرة قدم تركي

### عائلات
- إرغون بويراز (مواليد 1963)، كاتب تركي
- إحسان بويراز (مواليد 1988)، لاعب كرة قدم نمساوي تركي متقاعد